# Route nationale 1 (Bénin)
Pour les articles homonymes, voir Route nationale 1.
La route nationale 1 (RN 1) est une route béninoise allant de Ouidah à Allada. Sa longueur est de 35 km.

## Tracé
- Département de l'Atlantique
  - Ouidah
  - Tori-Bossito
  - Allada